# Діастолічний шум
Діастолічний шум (англ. diastolic heart murmur) — звукове явище, яке виявляють під час аускультації серця в його діастолі. Шум — це серія вібрацій різної тривалості, які можна чути за допомогою стетоскопа чи фонендоскопа на грудній стінці, куди вони долинають із серця та великих судин (аорта, легенева артерія). Такий шум починається під час або після другого тону серця (S2) і зникає перед початком першого тону (S1) (heart sounds). Він є симптомом деяких серцевих вад або хвороб. Найчастіше вислуховується діастолічний шум при стенозі атріовентрикулярних клапанів або регургітації півмісячних клапанів. Діастолічні шуми не бувають функціональними.
Аускультація серця і магістральних судин (аорта, легенева артерія) проводиться у чотирьох основних точках:
1. у лівому міжребер'ї медіальніше від верхівки серця (по серединно-ключичній лінії) — точка аускультації мітрального клапана;
2. у IV—V правому міжребер'ї поблизу груднини — точка аускультації трикуспідального клапана;
3. у II лівому міжребер'ї поблизу груднини — точка вислуховування клапана легеневої артерії;
4. у II правому міжребер'ї близько до груднини — точка вислуховування аортального клапана.

Аускультацію серця і магістральних судин треба проводити в теплому тихому приміщенні на оголеній грудній клітці хворого. Його слід обстежувати в положеннях лежачи, сидячи та на лівому боці. Основними ділянками аускультації є область аорти (друге та третє міжребер'я по лівому боку груднини), трикуспідальна ділянка (четверте міжребер'я на лівій межі груднини) та мітральна ділянка (верхівка серця). Рекомендується розпочати аускультацію з верхівки серця, потім продовжувати вздовж лівого краю груднини від трикуспідальної до легеневої області й, зрештою, до аортальної області. Лікар також повинен вислуховувати праву парастернальну область, праву та ліву основу шиї, праву та ліву сонні артерії, ліву пахвову западину та міжлопаткову ділянку. Це області, до яких можуть поширюватися діастолічні серцеві шуми або з яких можуть виходити екстракардіальні звуки, які імітують діастолічні шуми. Перш ніж спробувати виявити та охарактеризувати діастолічний шум, лікар повинен почути перший і другий тони серця, щоб точно визначити діастолу. Слід визначити ще розташування шуму, місце, де він є найголоснішим, гучність, іррадіацію, чинники, які збільшують чи зменшують гучність.

Аускультограма тонів серця та шумів

## Типи
- Протодіастолічні (ранні діастолічні) шуми починаються одночасно з S2 із закриттям півмісячних (аортального та легеневого) клапанів і зазвичай закінчуються перед S1. Поширеними причинами є аортальна або легенева регургітація та стеноз лівої передньої низхідної артерії.
- Мезодіастолічні (середини діастоли) шуми починаються через деякий час від другого тону серця. Зазвичай є низької частоти і незначної гучності. Причинами виникнення є стеноз мітрального або трикуспідального клапанів, збільшення потоку крові через мітральний або тристулковий клапани через виражену недостатність цих клапанів, дефект міжшлуночкової перетинки, відкриту артеріальну (боталову) протоку; недостатність клапана легеневої артерії за відсутності легеневої гіпертензії; певне звуження мітрального клапана при тривалій аортальній недостатності, міксома лівого або правого передсердь.
- Пресистолічні (передують систолі) шуми виникають через стеноз тристулкового клапана чи мітрального клапана. З'являються через збільшення потоку крові внаслідок звуження клапану в останню мить наповнення шлуночків безпосередньо перед І тоном через систолу передсердь. Зазвичай це тихий шум, який не аускультується під час нападу миготливої аритмії.

## Звучність
Звучність шумів оцінюється за шкалою Лівайна:
- 1/6 — найтихіший, який людина здатна вислухати, у перші кілька секунд не аускультується;
- 2/6 — тихий, який чутно одразу при прикладанні фонендоскопу;
- 3/6 — середньої гучності, добре чутний, звучність його нагадує шуми легень;
- 4/6 — голосний, з пальпаторним значним тремтінням;
- 5/6 — як 4/6, але вислуховується за допомогою фонендоскопу, який ледь-ледь прикладають до шкіри грудної клітки;
- 6/6 — який чутно через фонендоскоп на певній відстані від грудної клітки.

## Аускультативна характеристика діастолічних шумів різної причини
Якщо діастолічний шум вислуховується над верхівкою серця, іррадіація його не спостерігається. Шум посилюється на лівому боці, після фізичного навантаження, кашлю, стискання долоні, після шлуночкової екстрасистоли чи при подовженому інтервалі RR. Шум зменшується іноді під час вдиху, при здійсненні проби Вальсальви (ІІ фаза, під час видиху). Причиною є стеноз мітрального клапана.
Якщо шум чутно в точці вислуховування аортального клапана, він іррадіює в точку Ерба. Посилюється коли пацієнт сидить з нахилом вперед, або раптово присідає навпочіпки, стискає долоні. Шум зменшується при проведенні проби Вальсальви (ІІ фаза). Виникає внаслідок недостатності аортального клапана.

## Систоло-діастолічні шуми
Іноді виникають змішані систоло-діастолічні (безперервні) шуми внаслідок шунтування крові під високим чи низьким тиском через патологічні артеріо-артеріальні чи артеріовенозні сполучення. Аускультуються без перерви між систолою і діастолою. Розпочинаються ці шуми під час систоли і зберігаються впродовж усієї діастоли чи її частини.